# Kalle Anka och hans åsna
Kalle Anka och hans åsna (engelska: Don Donald) är en amerikansk animerad kortfilm med Kalle Anka från 1937. Fast det är en film i Musse Pigg-serien är Musse inte med i filmen.

## Handling
Kalle Anka kommer ridandes på en åsna och försöker uppvakta sin flickvän Kajsa Anka. Deras träff går snett, och Kalle gör ett nytt försök på att uppvakta sin älskade genom att byta ut åsnan mot en bil. Allt ser ut att gå bra igen, men bilen verkar inte hålla högsta kvalité.

## Om filmen
Filmen är den 91:a Musse Pigg-kortfilmen som producerades och den andra som lanserades år 1937.
Trots att figuren Musse Pigg inte medverkar i filmen lanserades den som en Musse Pigg-film. Detta var den andra av tre Musse-filmer utan Musse och med Kalle Anka istället. De andra två var Kalle Anka och Pluto från 1936 och Moderna uppfinningar från 1937.
I filmen medverkar en tidig version av Kalle Ankas flickvän Kajsa Anka, som i denna film heter Donna Anka.
Filmen hade svensk premiär den 4 oktober 1937 på biografen Spegeln i Stockholm och gick under titeln Don Donald. Vid senare visningar har filmen även gått under titlarna Kalle Anka reser västerut och Kalle Anka och hans åsna.
Filmen finns sedan 1997 dubbad till svenska.

## Rollista
| Roll       | Originalröst  | Svensk röst     |
| Kalle Anka | Clarence Nash | Andreas Nilsson |
| Donna Anka | Clarence Nash | Marie Kühler    |